# Рашид ібн Мохаммед Аль Мактум
Рашид ібн Мохаммед ібн Рашид Аль Мактум (нар. 12 листопада 1981, Дубай, ОАЕ — 19 вересня 2015) — старший син віце-президента ОАЕ, прем'єр-міністра та правителя Дубая шейха Мохаммеда ібн Рашида аль-Мактума та Хінд бинт Мактум бін Юма-аль-Мактум.
Старший брат принца-наступника Дубая Хамдана Аль Мактума.

## Життєпис
Народився 12 листопада 1981 в Дубаї. Закінчив Королівську військову академію в Сандхерсті у Великій Британії.
На Азійських іграх 2006 року завоював золоті медалі в командному (разом з братами Хамданом, Ахмедом і Маджидом) і індивідуальних  кінних бігах на 120 кілометрів. Очолював Національний олімпійський комітет ОАЕ в період з 2008 по 2012 роки .

### Смерть
19 вересня 2015 у віці 32 років помер від серцевого нападу .